# Phytelephas macrocarpa
La tagua, palmera de marfil, antá, cabeza de negro, cuca, chapi, poloponta o yarina es una palma de la familia de las arecáceas.

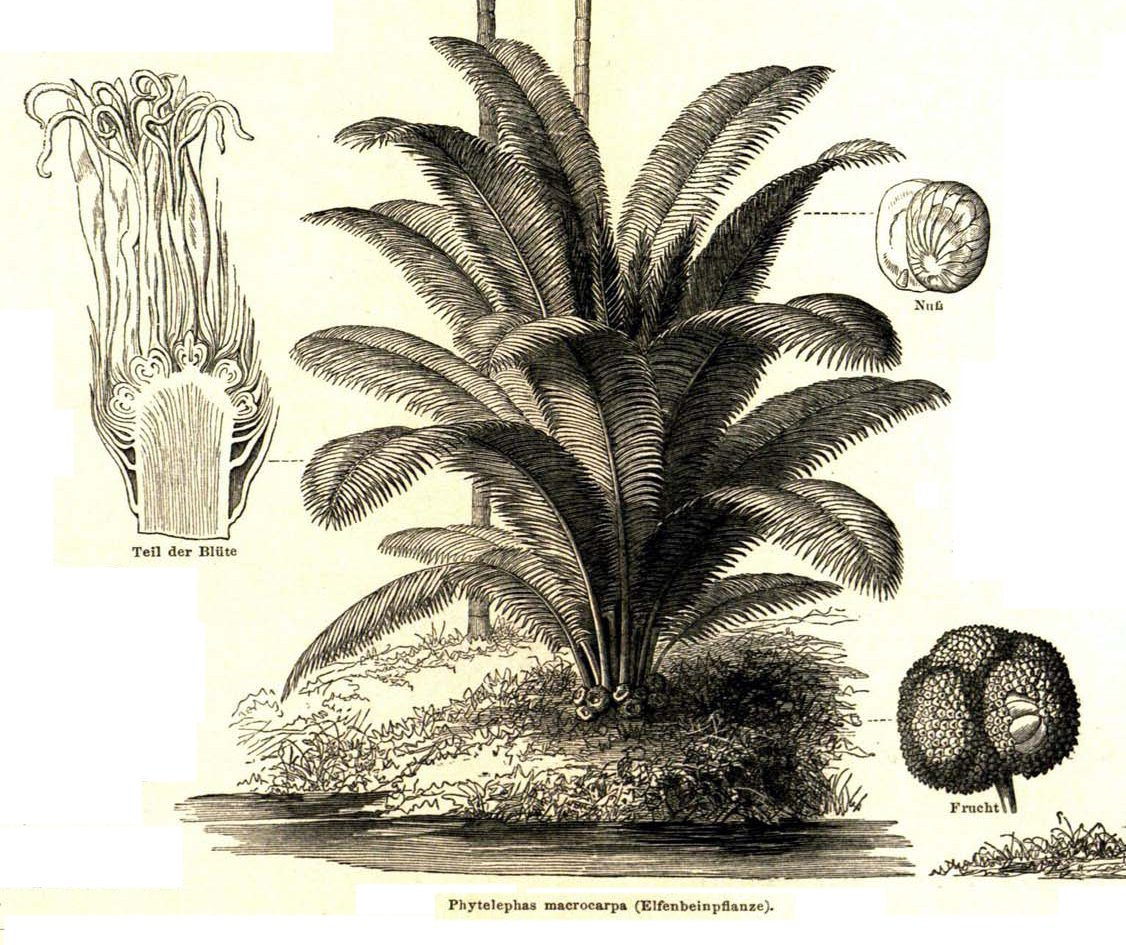
Ilustración.

## Descripción
Tallo solitario, subterráneo o postrado sobre el suelo y parcialmente erguido, 1-4 m de alto y 25-30 cm de diámetro. Hojas 12-27; peciolo hasta 40 cm de largo, verde, por encima cóncavo y algo elevado en el centro; raquis 2,4-7 m de largo; pinnas 42-95 a cada lado, regularmente dispuestas, insertas en un mismo plano, horizontales, lineares, a estrechamente lanceoladas, con una vena secundaria notoria por debajo de cerca de cada margen, las pinnas medias de hasta 89 cm de largo y 4-5 cm de ancho. Inflorescencia masculina de hasta 1,5 m de largo; pedúnculo 36 cm de largo; espiga 69-120 cm de largo, 5 cm de diámetro, pasando de color crema a pardo oscuro, pudriéndose rápidamente después de la floración. Flores masculinas 1,5-2 cm de largo; estambres 200-400. Inflorescencia femenina con pedúnculo de 25 cm de largo, 6 cm de diámetro; cabezuela de 5-10 flores de hasta 20 cm de largo: Infrutescencia casi esférica, de unos 30-40 cm de diámetro, con 5-9 frutos de unos 13 cm de diámetro, achatados, con protuberancias leñosas delgadas de 1,5-2 cm de largo, cada uno con 4-7 semillas.

## Distribución y hábitat
Phytelephas macrocarpa macrocarpa se encuentra en tierras bajas, en el occidente de la Amazonia, en Brasil, Perú el norte de Bolivia, y en Colombia al sur del trapecio amazónico (cerca del río Amazonas). y Venezuela
La subespecie P. m. schottii (cabeza de negro), considerada por algunos experto como una especie diferente, se encuentra en Colombia en las tierras bajas del Pacífico, principalmente cerca de la costa, desde Urabá y el Darién hasta los alrededores de  López de Micay (Cauca, Alto Sinú, Magdalena Medio (Antioquia, Boyacá, Cesar, Norte de Santander, Santander y Cundinamarca, cerca de Yacopí y Alto Magdalena (Huila y Tolima, hasta el sur de Guadalupe, en los límites con Caquetá, y los alrededores de San Agustín; cuenca del Catatumbo al oriente de Ábrego; una pequeña población aislada ( y quizás ya desaparecida) en la cuenca del río Cauca, entre Corozal y Miravalles, al sur del Municipio de La Victoria (Valle del Cauca), . En bosques húmedos por debajo de 300 , pero alcanzando hasta un poco más de 1700 m en el alto Magdalena en Huila. La tagua crece sobre terrazas temporalmente inundables en las orillas de los ríos, donde llega a formar palmares densos, llamados taguales. También crece a veces en terrenos pendientes, en los que por lo general no desarrolla un tallo por encima del suelo.
P. m. tenuicaulis, ahora considerada por la mayoría de los expertos como una especie diferente Phytelephas tenuicaulis, se encuentra en el occidente de la Amazonia, en Ecuador, sur de Colombia y norte del Perú.

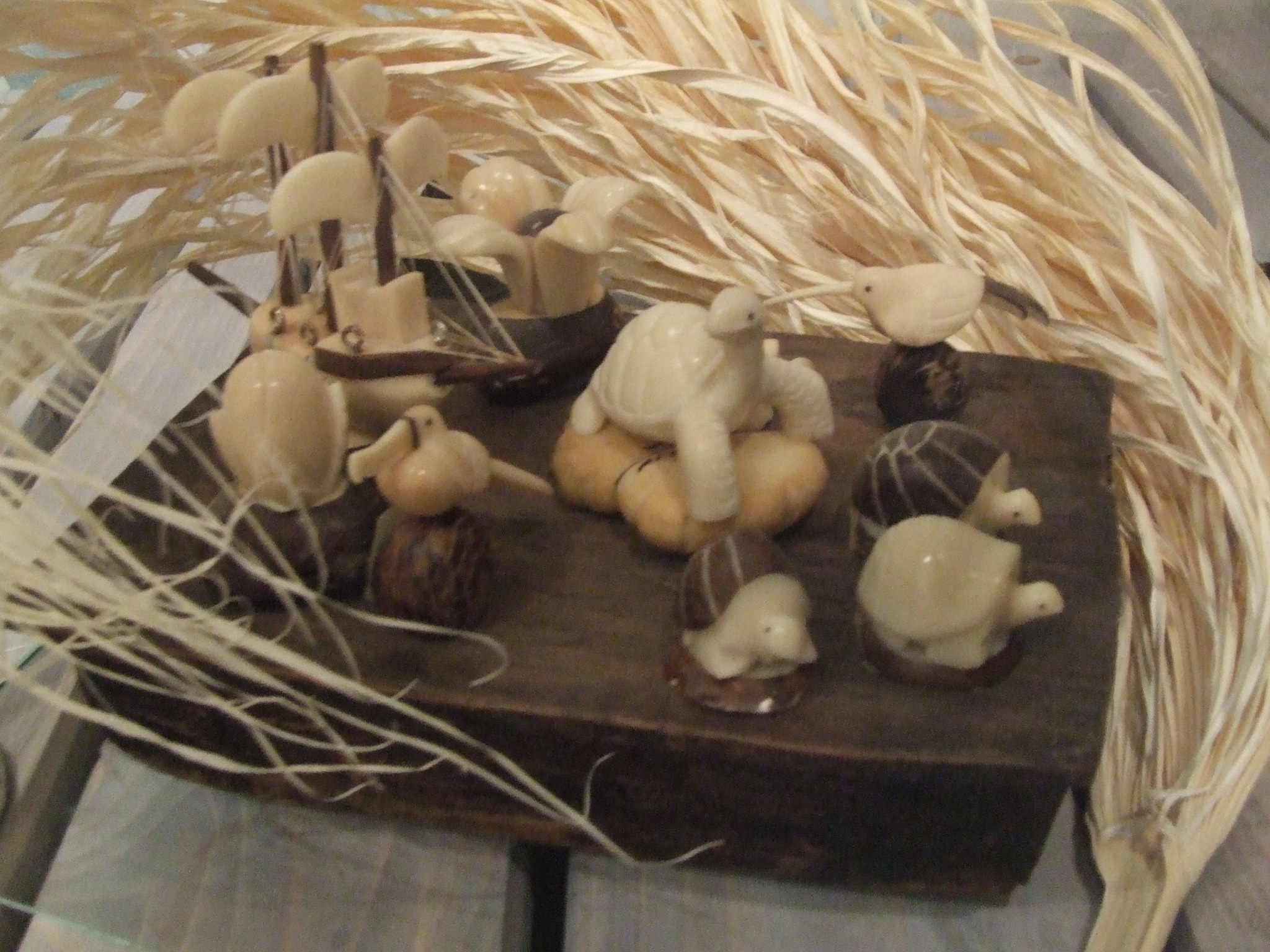
Artesanías de marfil vegetal.

## Usos
El endospermo de la semilla madura seca, muy duro y de color blanco a crema, es labrado por artesanos para fabricar diferentes artículos, como botones y objetos decorativos. La semilla de esta especie y otras del mismo género, Phytelephas, de le conoce como "marfil vegetal". Las hojas se usan para techar casas y cabañas.

## Taxonomía
Phytelephas macrocarpa fue descrita por Ruiz et Pav. y publicado en Systema Vegetabilium Florae Peruvianae et Chilensis 301–302. 1798.
Etimología
Phytelephas: nombre genérico que deriva de las palabras griegas: phyt =  "planta" y elephas = "elefante", en referencia a su uso como fuente de marfil vegetal.
macrocarpa: epíteto latino que significa "con gran fruto".
Sinonimia
- Elephantusia macrocarpa (Ruiz & Pav.) Willd.
- Elephantusia microcarpa (Ruiz & Pav.) Willd.
- Phytelephas karstenii O.F.Cook
- Phytelephas macrocarpa subsp. macrocarpa
- Phytelephas microcarpa Ruiz & Pav.
- Yarina microcarpa (Ruiz & Pav.) O.F.Cook.[12][13][14]